# Nemesis
För andra betydelser, se Nemesis (olika betydelser).

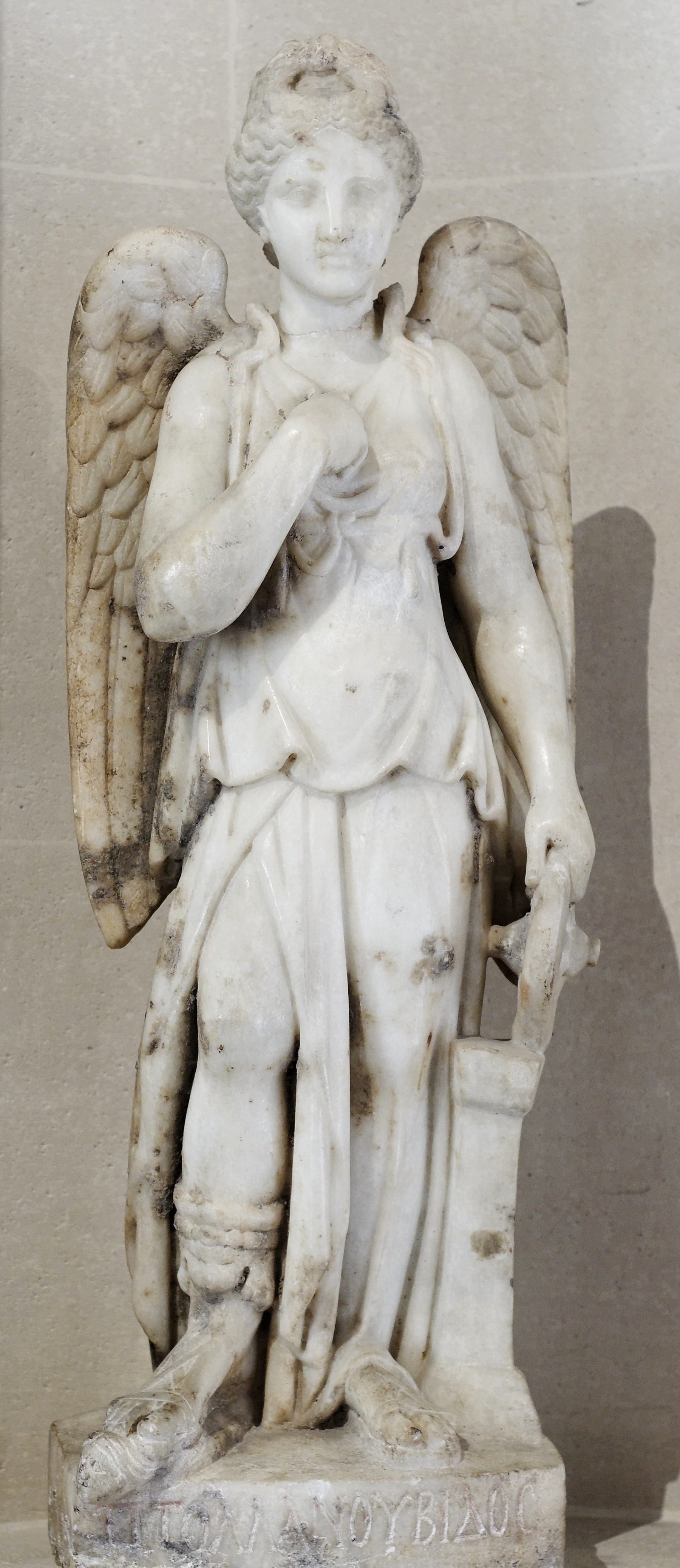
Marmorstaty av Nemesis, från 100-talet e.Kr, hittad i Egypten. Louvren-Ma4873.

Nemesis (grekiska Νέμεσις) är i grekisk mytologi vedergällningens, företrädesvis den straffande vedergällningens eller hämndens gudinna. Hon framställdes som en sträng, allvarlig jungfru, ofta bevingad, med sänkt, självprövande blick. Hennes attribut var väsentligen svärd och gissel.
I sin egentliga betydelse av hämndgudinna straffade hon särskilt människorna för övermod, hybris, gentemot gudarna. Nemesis var enligt Hesiodos dotter till Okeanos, världshavet och Nyx, natten och anses ofta vara besläktad med moirerna, ödets gudinnor.
Hennes främsta tempel fanns i Rhamnous norr om Marathon som uppfördes i mitten av femte århundradet f. Kr. troligen till  hennes ära som den gudinna som straffade persernas övermod.